# Невидимка (Пермский край)
Невидимка — посёлок в Пермском крае России. Входит в Лысьвенский городской округ.

## География
Расположен в 10 км к югу от города Лысьвы, в месте слияния рек Татарки и Лысьвы. Железнодорожная станция Невидимка.

## Население
| 2010 |
| ---- |
| 810  |

## История
С 2004 до 2011 гг. посёлок входил в Кормовищенское сельское поселение Лысьвенского муниципального района.

## Инфраструктура
В район села за рекой Татаркой, где проживает 21 человек, необходимо добираться вброд.